# Boehmeria weddelliana
Boehmeria weddelliana là loài thực vật có hoa trong họ Tầm ma. Loài này được S.Vidal mô tả khoa học đầu tiên năm 1886.